# Ганна (коммуна)
Ганна́ (фр. Gannat) — коммуна во Франции, находится в регионе Овернь. Департамент коммуны — Алье. Административный центр кантона Ганна. Округ коммуны — Виши.
Код INSEE коммуны — 03118.

## Население
Население коммуны на 2008 год составляло 5868 человек.
| 1962 | 1968 | 1975 | 1982 | 1990 | 1999 | 2008 |
| ---- | ---- | ---- | ---- | ---- | ---- | ---- |
| 5376 | 5967 | 6355 | 6255 | 5919 | 5830 | 5868 |

## Экономика

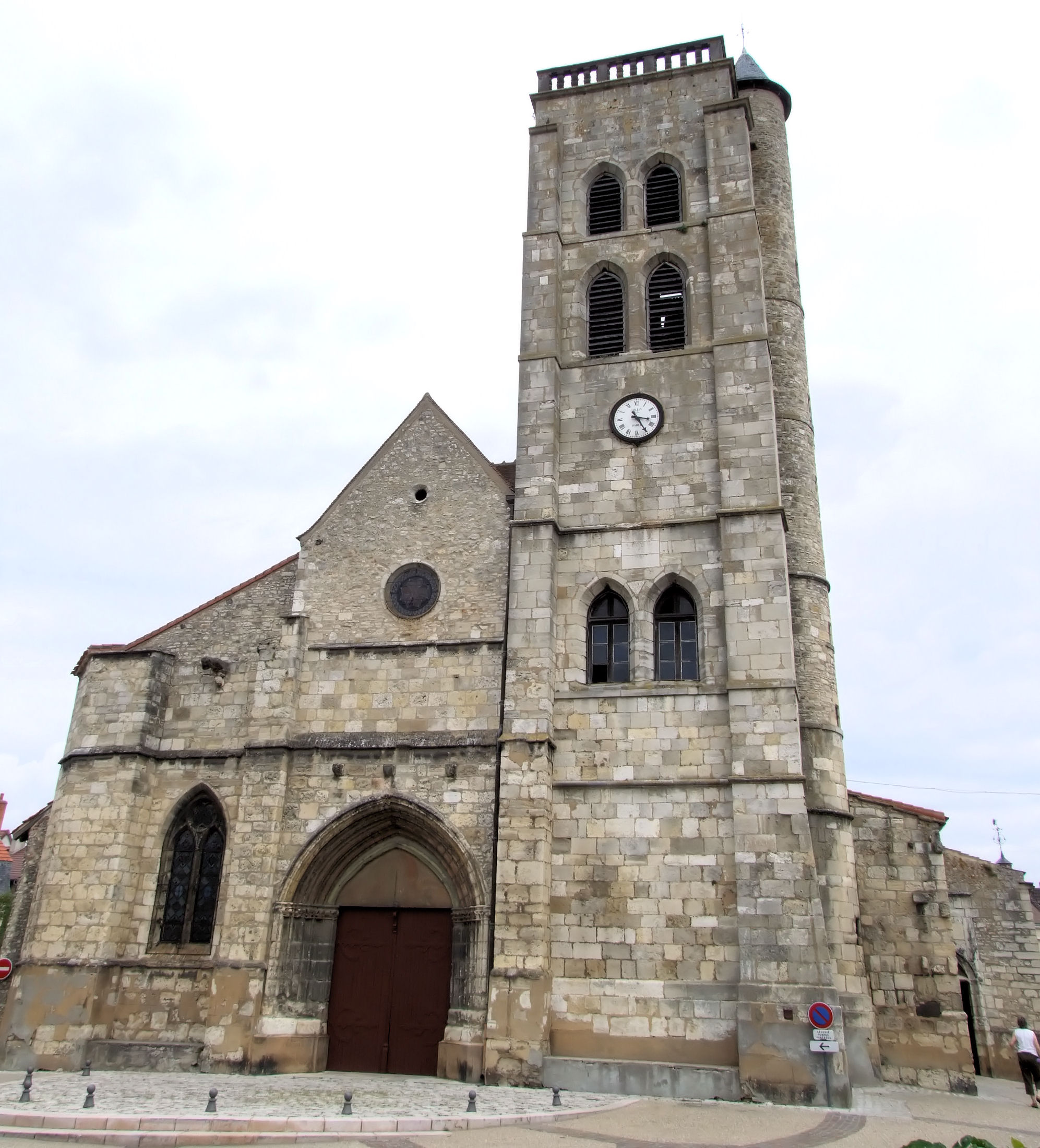
Церковь Сент-Круа

В 2007 году среди 3528 человек в трудоспособном возрасте (15—64 лет) 2453 были экономически активными, 1075 — неактивными (показатель активности — 69,5 %, в 1999 году было 67,2 %). Из 2453 активных работали 2118 человек (1147 мужчин и 971 женщина), безработных было 335 (150 мужчин и 185 женщин). Среди 1075 неактивных 340 человек были учащимися или студентами, 339 — пенсионерами, 396 были неактивными по другим причинам.

## Достопримечательности
- Церковь Сент-Круа
- Романская церковь Сент-Этьен
- Замок Ганна, в XIX веке стал тюрьмой
- Часовня Сент-Прокюль
- Музей Ив-Машелон